# Municipalità di Khelvachauri
La municipalità di Khelvachauri (in georgiano ხელვაჩაურის მუნიციპალიტეტი?) è una municipalità georgiana dell'Agiaria.
Nel censimento del 2002 la popolazione si attestava a 90.843 abitanti. Nel 2014 il numero risultava essere 51.189.
La cittadina di Khelvachauri è il centro amministrativo della municipalità, la quale si estende su un'area di 413 km².

## Popolazione
Dal censimento del 2014 la municipalità risultava costituita da:
- Georgiani, 99,3%
- Armeni, 0,2%
- Russi, 0,2%
- Abcasi, 0,1%

## Monumenti e luoghi d'interesse
- Parco nazionale di Mtirala